# Paysage naturel
 (novembre 2018).
Un paysage naturel est un paysage qui existait avant que l'homme ne le modifie.
Le paysage naturel et le paysage culturel sont des parties distinctes du paysage. Cependant, au XXIe siècle, les paysages totalement épargnés par l'activité humaine n'existent plus, de sorte qu'il est parfois fait référence à des degrés de un paysage[pas clair].